# Fördelssökande
Fördelssökande är ett begrepp inom nationalekonomi för när en individ, organisation eller firma försöker intjäna intäkter genom att manipulera de ekonomiska eller juridiska förutsättningarna och tillgodoräkna sig ränta, istället för att göra det genom uppkommen vinst på handel eller värdeskapande produktion. Termen kommer från idén om jordränta. I modernt språkbruk kopplas fördelssökande oftare till omotiverade regleringar eller myndighetsmissbruk än till jordränta såsom det definierades av ekonomen David Ricardo. Ett klassiskt exempel på fördelssökande var skråväsendet,[källa behövs] vilket begränsade rätten att utöva hantverksyrken. 
Vidare ses fördelssökande ofta som ett resultat av lobbying från särintressen, till exempel när grupper av producenter försöker få regeringen att införa subventioner för deras produkter.
Fenomenet fördelssökande identifierades först i samband med monopol av ekonomen Gordon Tullock, i en artikel år 1967. Själva begreppet rent-seeking myntades dock år 1974 av Anne Krueger i en annan inflytelserik artikel. På svenska används fördelssökande.